# Pere Franquesa i Esteve
Pere Franquesa i Esteve, primer Comte de Vilallonga, (Igualada, 29 juny 1547 — presó de Lleó, Castella, novembre 1614) conegut a Castella com Pedro Franqueza, va ser un funcionari i buròcrata, secretari de la cort de Felip III i col·laborador del Duc de Lerma. Va usar els seus càrrecs pel seu enriquiment personal, i degut a això va ser inhabilitat i condemnat a pena perpètua.

## Biografia

### Primers anys

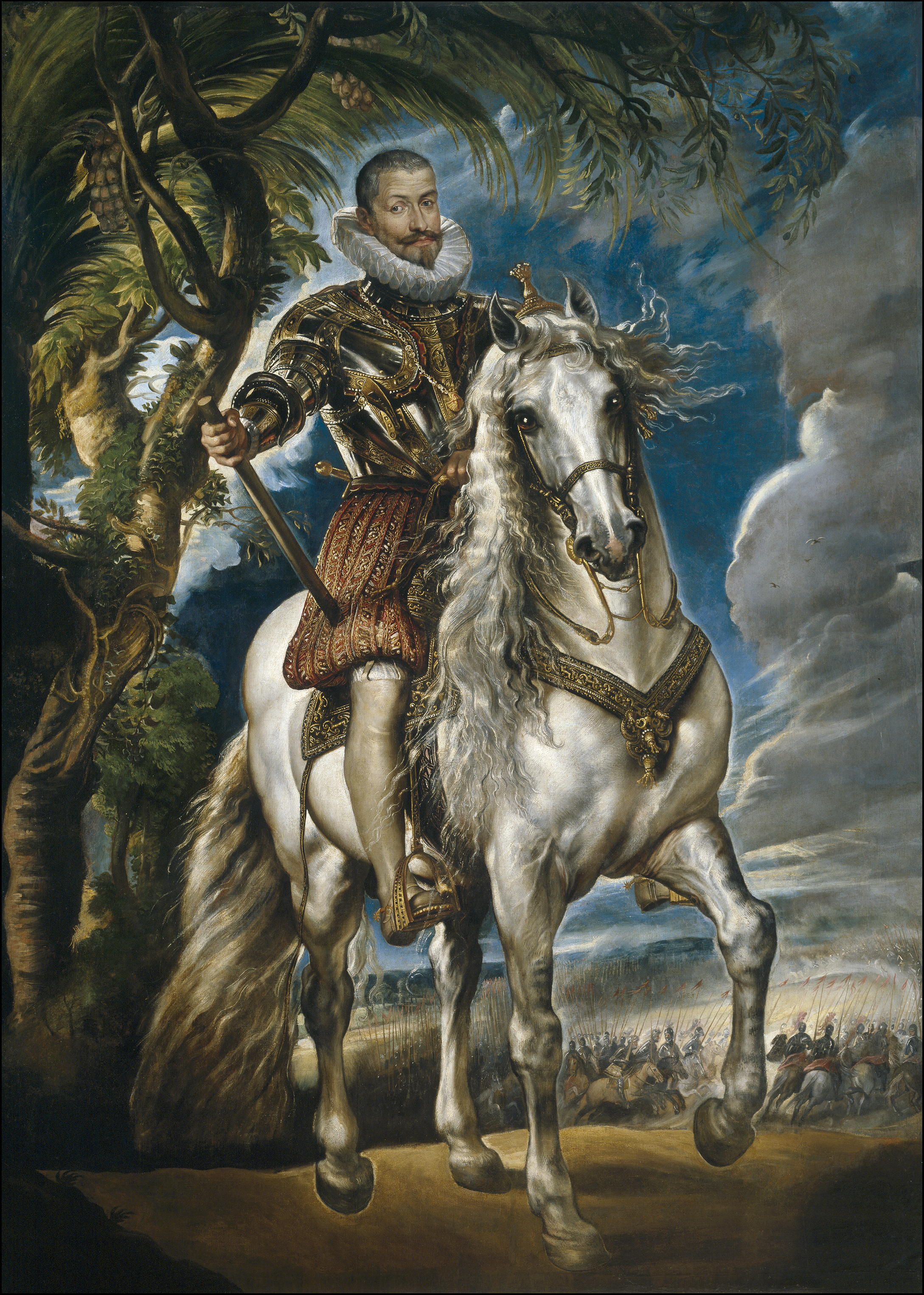
Francisco Gómez de Sandoval-Rojas y Borja, duc de Lerma, per Rubens, 1603 (Museu del Prado)

Nascut en una família catalana acomodada, Franquesa es va establir a Madrid als 16 anys, obtenint plaça al Consell d'Aragó, primer com escrivà i després com lloctinent de protonotari. El 1577 es va casar amb Ana Gabriel y Román, natural d'Alcalá de Henares, filla d'un adinerat Familiar de la Inquisició i regidor d'Alcalá, amb la que va tenir almenys tres fills. Aquest matrimoni li va permetre naturalitzar-se a Castella el 1586 i optar a la compra d'un càrrec de regidor en el consell de Madrid, llavors governat pel corregidor Luis Gaytán de Ayala.
El 1590 deixà el càrrec de regidor per ocupar la secretaria de València en el Consell d'Aragó. Allí va establir relació amb el llavors virrei de València Francisco de Sandoval y Rojas, futur Duc de Lerma, amb qui va ascendir ràpidament en l'escalafó administratiu quan aquest es va convertir en el Privat del futur rei Felip III.

### Ascens a l'ombra del duc de Lerma

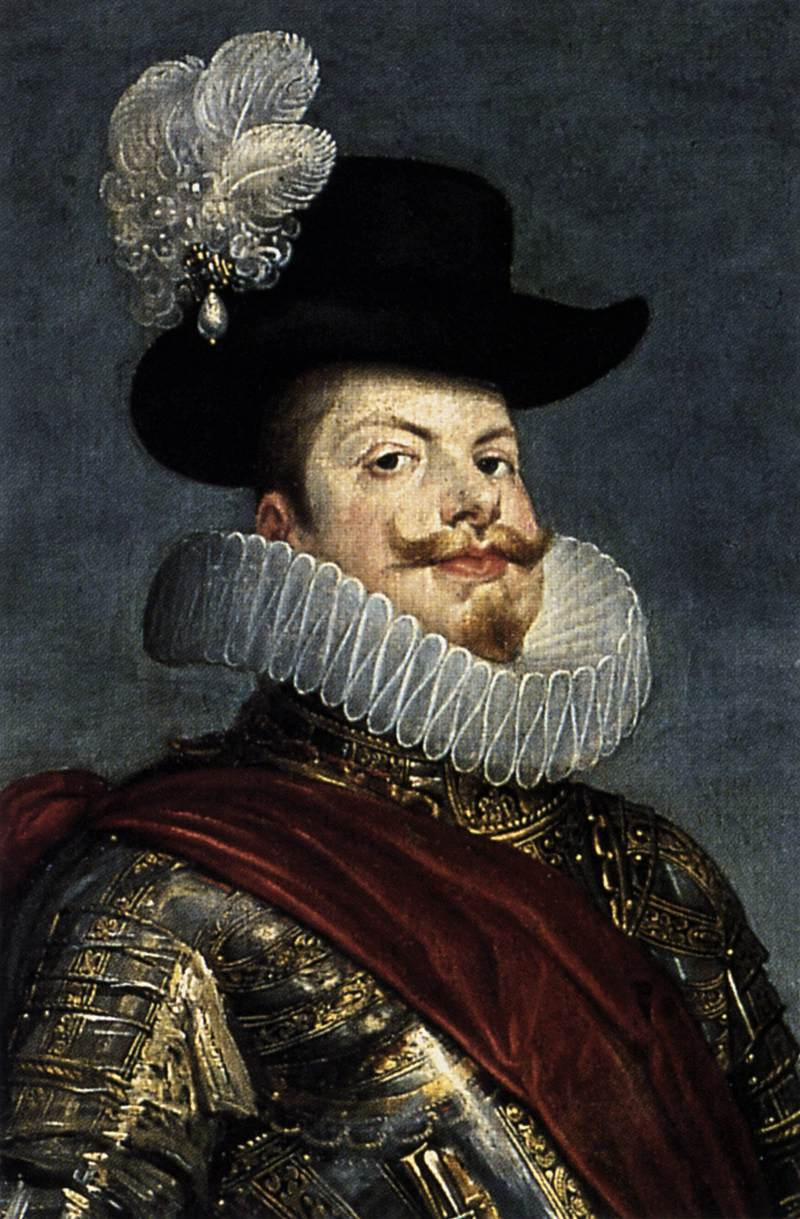
Felip III de Castella

Si Felip II de Castella havia regnat sense deixar-se dominar per intrigues cortesanes i revisant minuciosament cada aspecte de l'Imperi, el seu fill Felip III de Castella va demostrar aviat ser la seva antítesi. Després de la mort de Felip II el 1598, Sandoval, ja designat duc de Lerma i Privat de Felip III, es va convertir en la persona que governà la monarquia de facto. A partir d'aquell moment Franquesa acumulà càrrecs en múltiples branques del govern espanyol. El 1599 acompanyà Felip III a València i fou secretari de les corts de Barcelona de 1599. El 1600 ocupà els càrrecs de Secretari d'Estat pels afers d'Itàlia, Conservador del Patrimoni d'Itàlia i de la Corona d'Aragó, Secretari del Consell Real, del Consell de la Inquisició i de la Junta d'Hisenda d'Espanya i Portugal. Des de 1602 fou també Secretari de la reina Margarida d'Àustria i Secretari del Consell d'Estat d'Espanya en substitució d'Andrés de Prada.
| «... está apoderado de la máquina de todos los negocios importantes con el favor que le hace el duque de Lerma.» |

El Consell estava format per múltiples personalitats, i Franquesa ocupava l'últim lloc, ja que com a secretari només era un funcionari buròcrata sense poder de decisió.

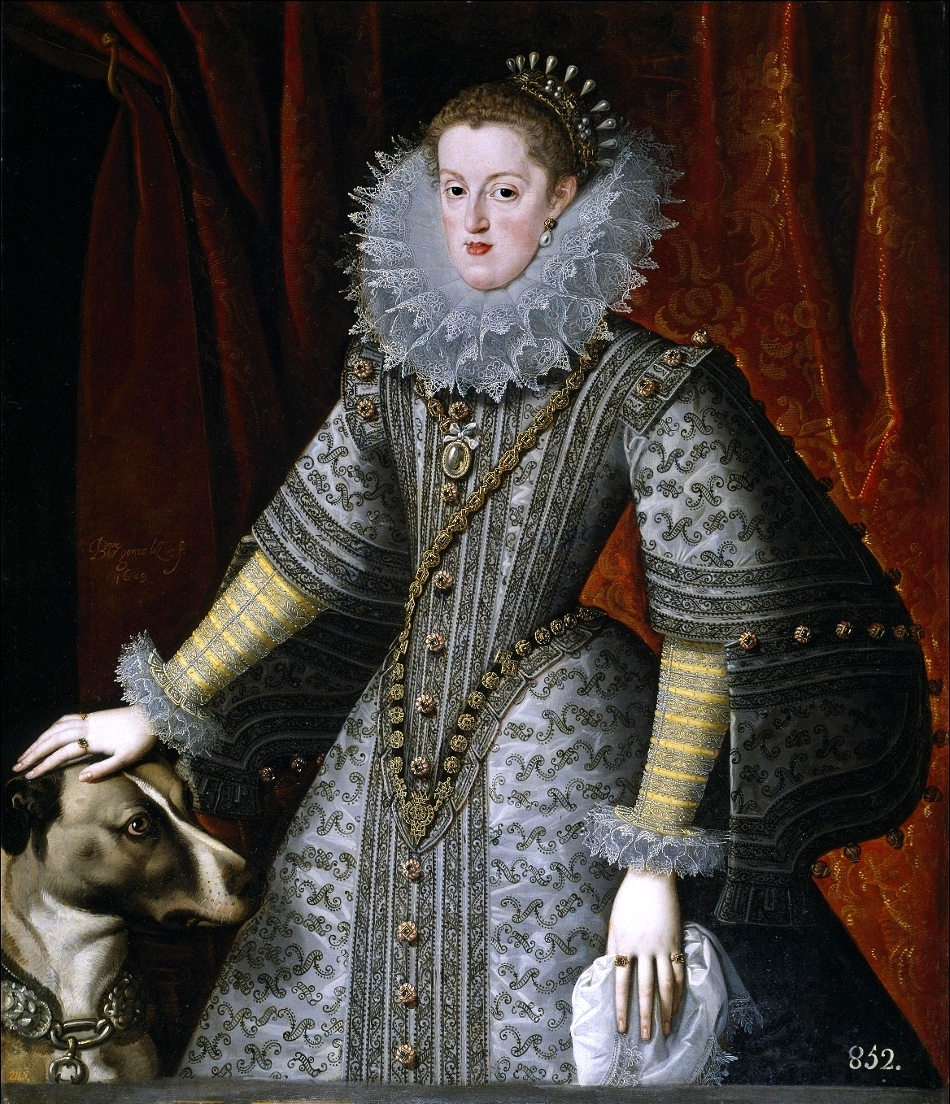
Margarida d'Àustria (reina d'Espanya)

El seu ascens social a la noblesa arribà l'any 1603. Després d'ingressar a l'Orde de Montesa i aconseguir l'hàbit de Santiago per al seu primogènit Martín Valerio, organitzà la boda d'aquest amb Catalina de la Cerda, filla de Bernardino Suárez de Mendoza, Comte de Corunya, i neboda de Juan de Zúñiga Avellaneda y Bazán, president de Castella i Comte de Miranda. Degut a aquesta boda, Felip III va atorgar a Franquesa el títol de Comte de Vilallonga.
Entre 1603 i 1606 formà part de la "junta de desempeño general del reino", que tenia l'objectiu d'eliminar en un termini de tres anys les desorbitades deutes de la hisenda reial.

### Enriquiment i corrupció
Avariciós i bon coneixedor de l'aparell administratiu on la corrupció era la norma, Franquesa va usar la seva situació privilegiada per enriquir-se, amb la complicitat del secretari Ramírez de Prado i la col·laboració de la seva dona i fills. Comprà a preu reduït, mitjançant tercers, nombroses propietats procedents d'embargaments, assenyalant el preu als funcionaris encarregats de la venda. El 1592 va comprar dues finques (El Palamó i Orgègia) en el terme municipal de la ciutat d'Alacant, amb la finalitat d'establir en ella un cert nombre de colons, i que posteriorment convertí en el senyoriu de Vilafranquesa. Amb els anys va adquirir els señoríos de Corpa, Tielmes, Romancos, Vilamarxant, Vilallonga, Benimeli, Navajas, i Berninches, i diverses cases a Toledo, Sevilla, Segòvia, Granada, Còrdova, Àvila, Guadalajara, Alcalá de Henares i Lisboa. Entre elles la casa de l'ambaixador toscà Pedro de Médici, que, adquirida per la quarta part del seu valor, va utilitzar como el seu domicili a Madrid.
| «Es hombre de baja calidad, pero de buena cabeza, tan extremadamente codicioso, que no es menester buscar otro camino para poder negociar con él.» |

Va acceptar suborns a canvi de la seva intercessió en la venda d'oficis a l'administració, títols nobiliaris, encomiendas, càrrecs eclesiàstics i militars. Va rebre diners de jueus conversos portuguesos que buscaven la forma d'establir-se a Espanya sense sofrir la persecució de la Inquisició, del consell de Madrid per influir en el retorn de la cort a aquesta ciutat el 1606, dels ambaixadors europeus destacats a Espanya i de banquers genovesos.
La junta de desempeño general resultà un fracàs: al final del trienni el deute, en lloc de reduir-se, s'havia disparat. Franquesa, passant per sobre del consell d'Hisenda, va falsejar els comptes i els presentà davant del rei com un èxit.

### Detenció i condemna
El detonant que propicià la seva caiguda no és clar. En tot cas, per ordre secreta de Felip III, el conseller reial Fernando Carrillo Muñiz de Godoy y Valenzuela va realitzar una auditoria en el consell d'Hisenda, i el desembre de 1606 es va registrar la casa del secretari Ramírez de Prado, que fou detingut. Tement ser descobert, durant els dies següents Franquesa va destruir la documentació que el pogués involucrar en els negocis conjunts amb Ramírez, i intentà ocultar la seva fortuna dispersant-la secretament per diversos punts d'Espanya. Al mes següent va ser detingut al seu domicili de Madrid i enviat a la presó de Torrelodones. La seva família i servents van ser posats en arrest domiciliari.
| «Aprovechándose de la mano y autoridad que alcanzó con sus oficios, usó mal dellos y de la Real gracia, convirtiéndola en avaros, codiciosos y propios fines, procurando engrandecerse desvanecidamente (...), procediendo en lo demás con escándalo del Real servicio, mala cuenta de sus ocupaciones y nota general del Gobierno.» |

Es van trobar immobles, diners i objectes per valor de més de cinc milions de ducats, una quantitat desorbitada, ja que el 1604 els seus ingressos s'estimaven en 20.000 ducats anuals. Com a comparació, en aquells temps la part que l'Estat rebia de la flota d'Índies era d'entre 1 i 2 milions, i incloent aquestes, les rentes de la corona no passaven de 5.200.000 ducats anuals.
Poc després Franquesa va ser traslladat a la presó d'Ocaña, i la seva família desterrada a Torrejón de Ardoz. Els jutges presentaren contra ell 474 càrrecs per suborn, frau i falsificació.
Franquesa encarregà la seva defensa als advocats catalans Fadrique Cornet i Francesc Mitjavila, que renunciaren a la mateixa degut a les obstruccions que el custodi, Luis de Godoy, realitzà sobre les comunicacions entre ells. La defensa llavors quedà a càrrec del seu gendre, Gerónimo Funes Muñoz. El duc de Lerma, que l'havia estat protegint durant més de 10 anys, l'abandonà a la seva sort, procurant no quedar afectat per l'escàndol.
En 1609 va ser condemnat a pagar 1.400.000 ducats, suspensió dels seus furs i presó perpètua. Traslladat a Lleó, morí empresonat el 1614, després de passar els últims anys incomunicat.
El succeí com a Comte de Vilallonga el seu fill Martí Franquesa i Gabriel, cavaller de l'orde de Sant Jaume i comanador de Castellanos al de Calatrava, que morí sense fills. En succeir-lo el seu renebot Pere Josep Civerio i Pasqual de Bonança li fou canviada la denominació per la de comtat de Vilafranquesa.